# Leptocoelotes pseudoluniformis
Leptocoelotes pseudoluniformis là một loài nhện trong họ Agelenidae.
Loài này thuộc chi Leptocoelotes. Leptocoelotes pseudoluniformis được miêu tả năm 1997 bởi Zhang, Peng & Joo-Pil Kim.